# پوستوم
پوستوم یک نوشیدنی غلات برشته شده است که به عنوان جایگزین قهوه محبوب است. این نوشیدنی بدون کافئین توسط سی. دبیلو پوست بنیان‌گذار شرکت پوست سیریلز در سال ۱۸۹۵ خلق شد و به عنوان یک جایگزین سالم‌تر برای قهوه به بازار عرضه گشت.: 223 
: 93 پست دانشجوی جان هاروی کلاگ بود که معتقد بود کافئین برای سلامتی مضر است. شرکت پست سیرلیز در نهایت به شرکت جنرال فودز تبدیل شد، سپس در سال ۱۹۹۰ با شرکت کرافت فوودز ادغام گردید. اکنون «الیزا کست فوودز» مالک حقوق علامت تجاری و دستور مخفی «پوستوم» است.
نسخه مخلوط نوشیدنی «فوری» در سال ۱۹۱۲ ساخته شد و جایگزین نوشیدنی دم کردنی اصلی گشت. پوستوم از سبوس گندم برشته شده و ملاس تهیه می‌شود. علاوه بر طعم اصلی، نسخه‌های با طعم قهوه و کاکائو نیز عرضه شده است.

## آکریل‌آمید
هنگامی که توسط سازمان غذا و دارو آزمایش شد، پوستوم از لحاظ وزن خشک، آکریل‌آمید بیشتری نسبت به هر محصول دیگری داشت.